# L'Aiglonne

Affiche du film signée par Ottorino Andreini.

L'Aiglonne est un film à épisodes réalisé par Émile Keppens et René Navarre d'après un scénario d'Arthur Bernède, sorti en 1922. 
Certaines scènes ont été tournées à Versailles.

## Synopsis
Marguerite de Navailles a eu une fille avec Bonaparte, qui a été recueillie par le général Malet. Elle finit par apprendre le secret de sa naissance, et se lance à la recherche de son demi-frère, l'Aiglon.

## Fiche technique
- Réalisation : Émile Keppens et René Navarre
- Scénario : Arthur Bernède
- Régisseurs : Vincent Cauvin-Vassal et Peyrol
- Photographie : Georges Lafont
- Date de sortie : 17 février 1922 (France)[2].

## Distribution
- Cyprian Gilles : Laurence de Navailles dite l'Aiglonne
- Suzy Prim : Madame de Navailles
- Émile Drain : Napoléon
- Célia Clairet : Joséphine de Beauharnais
- Liane Gunthy : Marie-Louise
- André Marnay : Fouché
- Albert Bras : Claude-François de Malet
- Marguerite Seymon : Madame de Malet
- Lucien Prad : Savary, duc de Rovigo
- Jean Robur : Michel Duroc, duc de Frioul
- Laurent Morlas : Desmaretz
- Maurice Poggi : Grippe-Sol
- Andrew Brunelle : Jacques Féraud
- Vincent Cauvin-Vassal : Coquerel
- Émile Garandet : Maugeard
- Simone Montalet : Mlle Charvet
- Thomy Bourdelle
- Émile Engeldorff